# Wasserpass

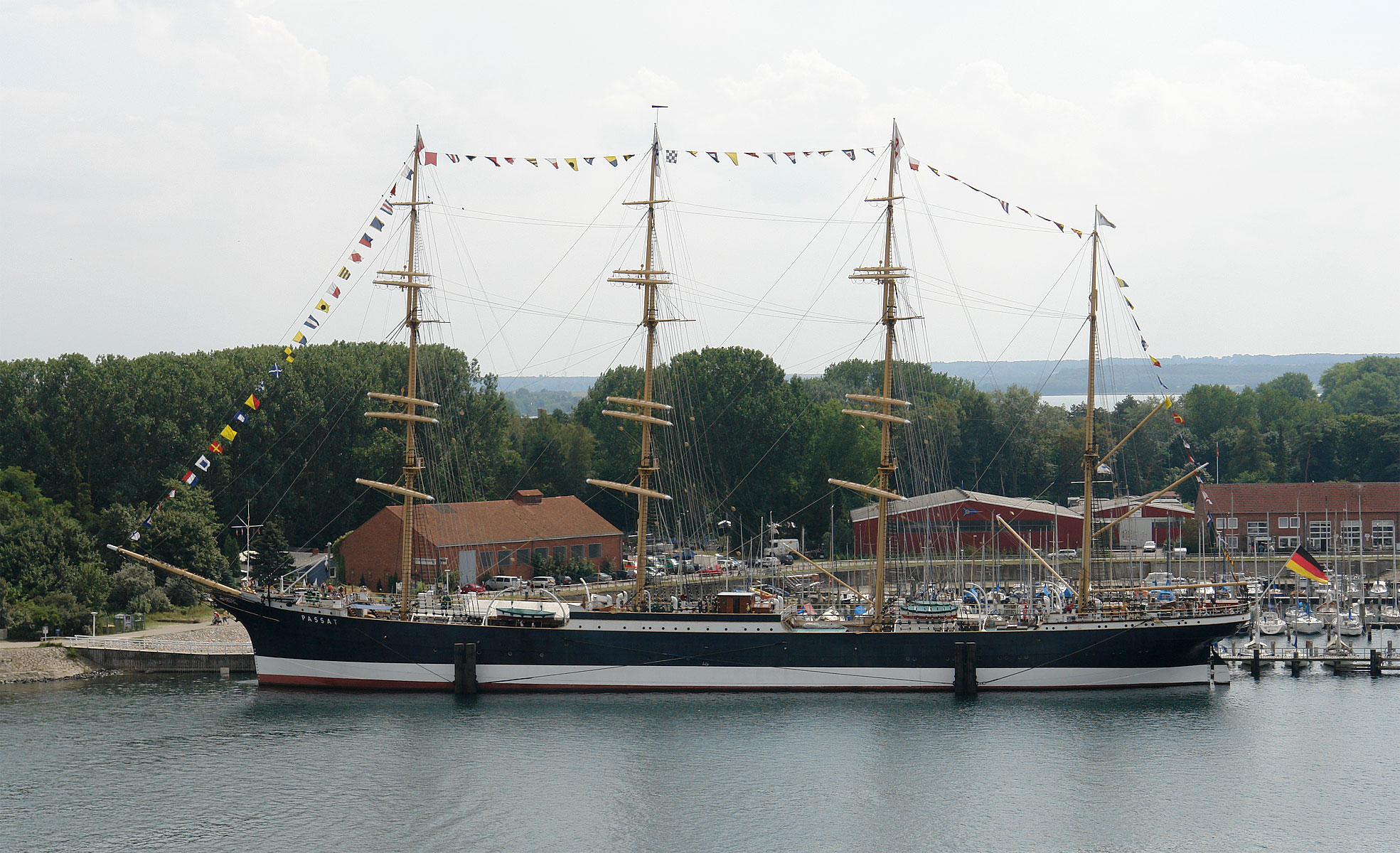
Viermastbark Passat in Travemünde mit aus optischen Gründen besonders breitem Wasserpass (weiß)

Unter einem Wasserpass versteht man einen Farbstreifen auf der Konstruktionswasserlinie (KWL), kurz: Wasserlinie (englisch construction water line, CWL). 
Die Wasserlinie bezeichnet die Marke, bis zu der ein Schiff konstruktionsbedingt in das Wasser eintaucht. Diese Eintauchtiefe hängt vom spezifischen Gewicht des Wassers ab, insbesondere vom Salzgehalt. Der Wasserpass hatte die ursprüngliche Aufgabe, den Übergang vom Unterwasseranstrich des Unterwasserschiffes zum Überwasseranstrich des Freibordes zu überdecken. 
Für Yachten, die in der Regel längere Zeit in Häfen liegen, gibt es spezielle Wasserpassfarben. So kann eine mögliche Verschmutzung des Farbstreifens während der Liegezeiten leichter entfernt werden. Die Breite des Wasserpasses variiert mit der Schiffsgröße. Unterschiedliche Eintauchtiefen insbesondere bei Kreuzfahrtschiffen können so optisch elegant aufgefangen werden.